# Niels van der Pijl
Niels van der Pijl, né le 11 mars 1993, est un coureur cycliste néerlandais.

## Biographie
Niels van der Pijl commence le cyclisme après avoir pratiqué le football. Il étudie les sciences végétales à l'Université de Wageningue, tout en participant à des courses cyclistes.
Au printemps 2016, il se distingue sur le continent africain en remportant une étape, le prix du meilleur grimpeur et le classement général du Tour de la République démocratique du Congo,. À la fin de l'année, il termine troisième du Tour de Madagascar, après avoir remporté la quatrième étape.
En 2017, il termine troisième du Tour du Togo au mois d'avril, tout en s'étant imposé sur la cinquième étape, après une échappée en solitaire de 50 kilomètres. En octobre, il se classe notamment quatrième de la première étape du Grand Prix Chantal Biya, au Cameroun. Peu de temps après, il se rend en Amérique du Sud pour participer au Tour du Guatemala. Il en remporte la première étape, et devient le premier leader de l'épreuve,.

## Palmarès
- 2016
  - Tour de la République démocratique du Congo :
    - Classement général
    - 2e étape

  - 4e étape du Tour de Madagascar
  - 3e du Tour de Madagascar
- 2017
  - 5e étape du Tour du Togo
  - 1re étape du Tour du Guatemala
  - 3e du Tour du Togo
- 2018
  - 2e étape de la VTV Cup Tôn Hoa Sen

## Classements mondiaux
| Année            | 2018 |
| ---------------- | ---- |
| UCI Asia Tour    | 681e |
| UCI America Tour | 288e |